# 化生 (病理学)
化生（metaplasia）是一種已分化成熟的細胞被另一种分化成熟的细胞所替代的過程；此替代过程并非由一种分化细胞直接转变成另一种分化细胞，而是由较幼稚的细胞（上皮的储备细胞和间叶组织中的原始间叶细胞）经由重新编程改变分化路径而形成，因此化生只出现在具有增殖能力的细胞。
化生可能是正常成熟過程的一部分，也可能由異常的刺激引起的。簡單來說，原組織的細胞無法承受其環境，因此轉變為另一種更適合其環境的細胞類型。若引起化生的刺激被去除或停止，組織就會恢復到正常的分化模式。化生不等同異生（dysplasia），也不被认为是真正的癌症；化生也与再生异常（heteroplasia）形成对比，后者是细胞学和组织学成分的自发异常生长。化生虽然并非真正的癌症，但可能是其發生的預兆；現今，化生已被認為是癌變的早期階段，特別是對於那些有癌症病史的人。因此，化生性變化通常被視為癌前病變，需要立即進行手術或藥物干預，以免通過惡性轉化導致癌症。

## 成因
當細胞遭遇生理或病理壓力時，會以多種方式進行適應，其中之一就是化生。它是一種良性（即非癌性）變化，以應對環境變化（生理化生）或慢性物理或化學刺激的反應。病理刺激的常見案例是香煙煙霧，它導致氣管表層負責分泌粘液的偽複層纖毛柱狀上皮細胞被複層鱗狀上皮細胞取代，或者膽管中的結石導致分泌性柱狀上皮細胞被替換為複層鱗狀上皮。化生是一種適應的過程，使細胞得以轉換成更適應該環境壓力的上皮細胞。然而，化生還伴隨著內皮功能的喪失，在某些情況下是有害的，如果不移除刺激來源，則化生區域最終會癌變的風險更使化生的發生被認為是病態的變化。
許多化生的初始細胞仍不確定。例如，巴雷特食道的起源存在不同假說，包含鱗狀細胞直接轉分化為柱狀細胞、幹細胞從食道型轉變為腸型、胃心肌細胞遷移以及整個成年期存在的常駐胚胎細胞群。

## 病理意義
化生的醫學意義在於，在存在病理刺激的部位，細胞可能會從化生發展為異型增生，最終形成惡性腫瘤。因此，在檢測到異常化生的部位，去除致病刺激的來源將可避免癌症的風險，當存在顯著異常的病理化生區域時，可能需要進行手術切除以防止癌症的病程發展。

## 案例

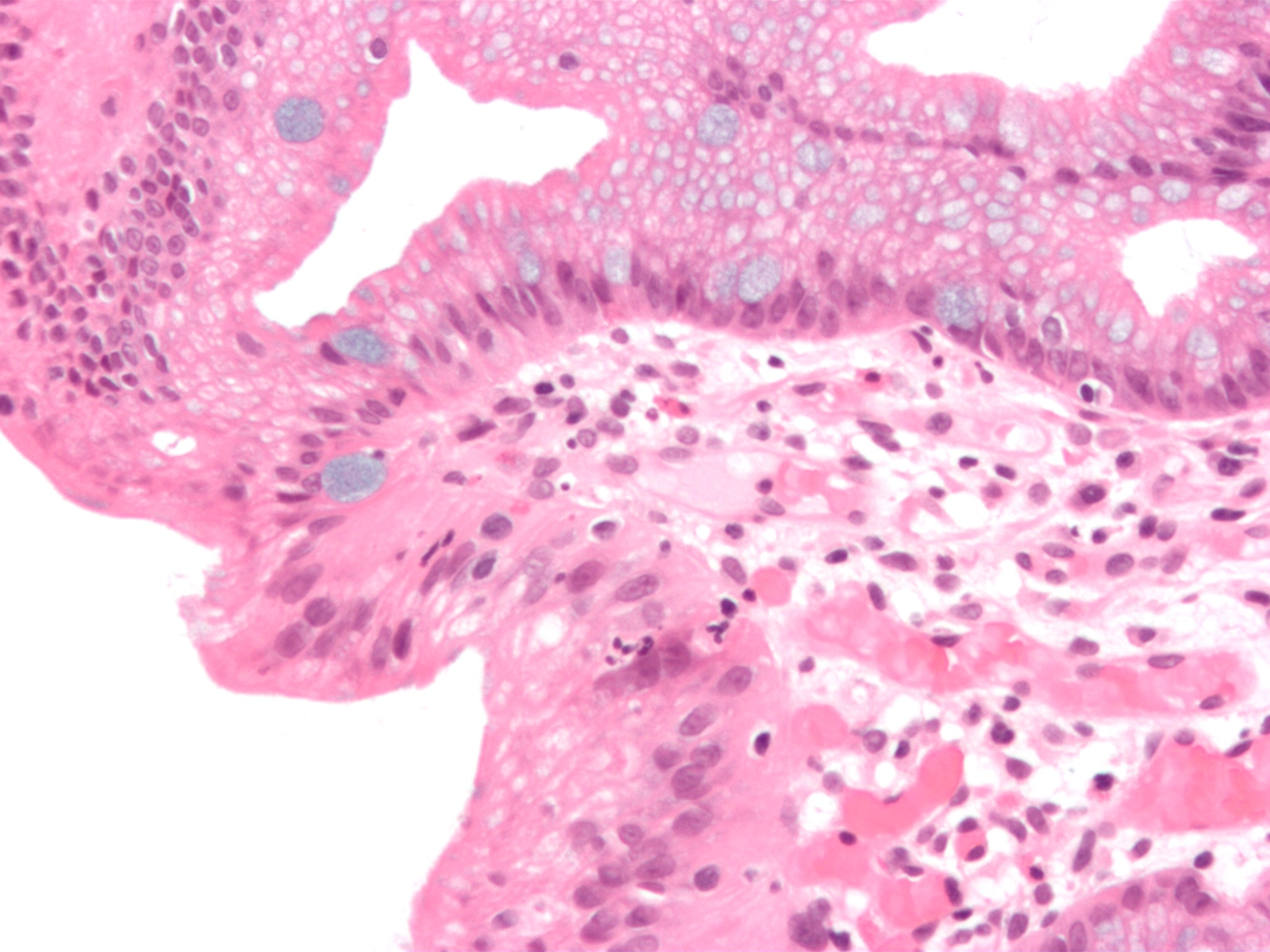
巴雷特食道的顯微鏡照片。

| 組織   | 初始細胞       | 化生後的細胞種類       | 刺激來源   |
| ------ | -------------- | ---------------------- | ---------- |
| 呼吸道 | 偽複層柱狀上皮 | 鱗狀上皮               | 香菸煙霧   |
| 膀胱   | 移行上皮       | 鱗狀上皮               | 膀胱结石   |
| 食管   | 鱗狀上皮       | 柱状上皮（巴雷特食道） | 胃食道逆流 |
| 子宫颈 | 腺狀上皮       | 鱗狀上皮               | 陰道PH值低 |

## 也可以參考
- 表觀遺傳學
- 诱导性多能幹细胞
- 分化轉移

## 相關文獻
- The AMA Home Medical Encyclopedia, Random House, p.683
- Robbins and Cotran - Pathologic Basis of Disease, 7th Edition, Saunders, p.10
- Prof. Dr. Clark S., Australian Cancer institute, premalignant conditions. 1st edition pages(321-376). Reviewed.